# پیاسکلیدین
پیاسکلیدین (به انگلیسی: Piascledine)، نوعی داروی گیاهی است که برای درمان درد و التهاب ناشی از آرتروز به شکل قرص مصرف می‌شود.

## موارد مصرف
پیاسکلیدین اصولاً جهت درمان آرتروز مصرف می‌شود. این دارو برای رفع درد و التهاب مفاصل، بازسازی بافت مفصلی، جلوگیری از تخریب غضروف‌ها، افزایش قابلیت تحرک بیماران، بکار می‌رود. مصرف این دارو در طی دوره درمانی، میزان نیاز بیماران به داروهای ضد التهاب غیر استروئیدی (NSAIDS) را کاهش می‌دهد. پیاسکلیدین دارای خواص درمانی طولانی مدت بوده و ماندگاری اثرات محافظتی آن حتی ۸ ماه پس از قطع درمان روی بافت مفصلی نیز مشاهده شده‌است.

## مکانیسم اثر
داروی پیاسکلیدین با مهار آنزیم‌های التهاب زا از جمله سیکلواکسیژناز 2 (COX2) و نیتریک اکسید سنتتاز در بافت مفصلی و جلوگیری از تولید پروستاگلاندین E2 و نیتریک اکسید (NO)، میزان التهاب در مفاصل را کاهش می‌دهد. این دارو سبب مهار تولید واسطه‌های ایمنی نظیر اینترلوکین‌های بتا-1 (β (IL-1، اینترلوکین- 6 (IL-6) و اینترلوکین- 8 (IL-8) شده و از حمله سیستم ایمنی بدن به بافت غضروف جلوگیری می‌نماید. همچنین با تحریک تولید Aggrecan و کلاژن نوع ۲ توسط سلول‌های غضروفی سبب ایجاد خواص آنابولیک و بازسازی مجدد ساختار غضروف‌های آسیب دیده می‌شود. ترکیبات گیاهی موجود در این دارو با مهار آنزیم‌های ماتریکس متالوپروتئیناز ۱و ۲ و 3 (MMP1،2،3) از تجزیه کلاژن و پروتئین‌های زمینه‌ای بافت غضروف جلوگیری کرده و مانع از تخریب آن‌ها می‌شود (خواص آنتی کاتابولیک). پژوهش‌های بالینی صورت گرفته نشانگر توانایی این دارو در کاهش میزان درد (VAS Score) و بهبود قابلیت تحرکی مفاصل در افراد مبتلا به آرتروز بوده‌اند (اندازه‌گیری شده توسط Lequesne Index).

## اجزای فراورده
دارویی است که از ترکیب دو قسمت سویا و یک قسمت آووکادو ساخته شده و بنابراین یک داروی کاملاً گیاهی است.

## عوارض جانبی
عدم تحمل معده‌ای و موارد نادر کولیت رش شده‌است.و همچنین افزایش وزن به همراه دارد. 

## شرکت بسته بندی روز دارو تحت کشور فرانسه
استئوآرتریت